# Víctor Hugo Berardi
Víctor Hugo Berardi Echande (Montevideo, 1950 - Buenos Aires, Argentina, 18 de agosto de 2015) fue un entrenador uruguayo de baloncesto. Ganó dos títulos sudamericanos con la selección uruguaya (1995 y 1997), dos sudamericanos de clubes campeones (en 1983 con Peñarol y en 1992 con Biguá), nueve títulos federales de clubes en Uruguay, un sudamericano de selecciones juveniles (Uruguay, 1982) y un sudamericano de selecciones de jugadores de hasta 1,95 m de altura (1994).

## Trayectoria
Nació en el barrio Cordón de Montevideo, en 1950. Comenzó a jugar al básquetbol en Atenas con doce años y en 1969 formó parte de su equipo de primera división. En 1975 debutó como técnico en los juveniles de Atenas donde obtuvo el título de Campeón Federal. En 1977 debutó como asistente técnico de Oscar Moglia en Atenas.
Obtuvo dos títulos Sudamericanos de Clubes Campeones: en 1983 con Peñarol y en 1992 con Biguá. También nueve títulos federales: Peñarol (1982), Bohemios (1983 y 1984), Biguá (1988, 1989 y 1990) y Welcome (1998, 1999 y 2000).
Otros equipos que dirigió fueron Atenas, Hebraica y Macabi, Liverpool, Malvín y Verdirrojo.
Obtuvo su primer título internacional en 1982 con la selección juvenil uruguaya, en el sudamericano juvenil disputado en Montevideo.
Dirigió a la selección mayor de Uruguay entre 1993 y 1997, y logró los títulos sudamericanos de Montevideo 1995 y Maracaibo 1997 (Venezuela). En 1994 ganó el Sudamericano de jugadores de hasta 1,95 m de altura.
Fue asistente técnico de Ramón Etchamendi en el Sudamericano de 1981 en Montevideo, ganado por Uruguay, y en los Juegos Olímpicos de 1984. Además dirigió a la selección universitaria de baloncesto y a la de maxibásquetbol.
Falleció en Buenos Aires el 18 de agosto de 2015, después de haber sufrido un problema cardíaco en Mar del Plata, donde se encontraba para asistir a un partido amistoso entre las selecciones de Argentina y Uruguay, antes del preolímpico de México. Ya había tenido un infarto el 24 de agosto de 1997, durante un partido por el premundial entre las selecciones de Brasil y Uruguay en el Cilindro Municipal.

## Títulos
Fue asistente técnico de Ramón Etchamendi en la selección uruguaya que obtuvo el Sudamericano de 1981 en Montevideo. En 1982 fue campeón sudamericano con la selección juvenil uruguaya en Montevideo. En 1994 dirigió a la selección uruguaya campeona del Sudamericano de jugadores de hasta 1,95 m de altura.

### Torneos federales de Uruguay
| Club     | Edición |
| -------- | ------- |
| Peñarol  | 1982    |
| Bohemios | 1983    |
| Bohemios | 1984    |
| Biguá    | 1988    |
| Biguá    | 1989    |
| Biguá    | 1990    |
| Welcome  | 1998    |
| Welcome  | 1999    |
| Welcome  | 2000    |

### Sudamericanos de clubes campeones
| Club    | Sede                      | Edición |
| ------- | ------------------------- | ------- |
| Peñarol | Buenos Aires y Montevideo | 1983    |
| Biguá   | Montevideo                | 1992    |

### Sudamericanos de selecciones mayores
| Selección            | Sede                 | Edición |
| -------------------- | -------------------- | ------- |
| Selección de Uruguay | Montevideo, Uruguay  | 1995    |
| Selección de Uruguay | Maracaibo, Venezuela | 1997    |